# 기본위임조항
기본위임조항(Grundmandatsklausel)은 3석을 얻으면 5% 저지 조항을 무시하고 연동비례의석을 배분하는 독일 연방의회 비례대표제 규정이다.
2024~2025년 실시될 다음 독일 연방의회 선거부터 폐지될 예정이었으나 
독일 연방헌법재판소는 예외없는 5% 저지 조항은 너무 높다며 기본위임조항을 잠정 적용하기로 결정했다.